# Els quatre genets de l'apocalipsi (pel·lícula de 1962)
Els quatre genets de l'Apocalipsi (títol original en anglès The Four Horsemen of the Apocalypse) és una pel·lícula estatunidenca dirigida per Vincente Minnelli el 1961, estrenada el 1962 i doblada al català. Està basada en la novel·la homònima de 1916, escrita per Vicent Blasco Ibáñez.

## Argument[2]
Conflicte entre les dues branques d'una família argentina, una francesa i l'altra alemanya, durant la Segona Guerra Mundial.
Madariaga (Lee J. Cobb) és un ancià argentí que, amb el que està passant a Europa a finals dels anys 30 (Segona Guerra Mundial), vaticina l'arribada dels quatre genets de l'Apocalipsi: La pesta, la guerra, la fam i la mort. Reuneix les dues famílies, els Desnoyers i els Von Hartrott, per a un sopar en què Heinrich von Hartrott (Karlheinz Böhm), de tornada de Berlín, expressa el seu entusiasme per Adolf Hitler, provocant la dura reacció de Madariaga que, en un rampell, maleeix els nazis i mor en els braços de Julio (Glenn Ford). La mort de Madariaga divideix novament les dues famílies: els Hartrott a Berlín i els Desnoyers a París.
Amb l'esclat de la Segona Guerra Mundial, París és ocupada pels nazis, i Heinrich, que esdevé oficial de les SS, l'elit del Partit Nazi, troba en un local el seu cosí Julio, incurable faldiller i vividor dedicat a la vida social, acompanyat de Margarita Laurier (Ingrid Thulin), el marit de la qual, Etienne Laurier (Paul Henreid) ha marxat al front. Durant la nit, el flirteig constant i insistent del General von Kleig vers Madame Laurier irrita Julio causant la reacció desproporcionada de von Kleig: la intervenció de Heinrich impedeix que el cosí sigui arrestat i acusa el general d'abús de poder.
Mentrestant, Chi Chi (Yvette Mimieux), la jove dels Desnoyers, entra a la Resistència parisenca i és arrestada pels nazis juntament amb alguns companys. El pare Marcelo Desnoyers (Charles Boyer), juntament amb Julio fan una gestió per obtenir del cunyat Karl von Hartrott (Paul Lukas) i de Heinrich l'alliberament de la noia amb la promesa que l'incident no es repeteixi.
Etienne Laurier torna de la presó amb molt males condicions i és rebut per la seva muller, que queda astorada. Mentrestant, Julio segueix la seva vida aparentment mundana i la recerca del plaer. Però en realitat, afectat per la mort de Chi Chi, després de ser arrestada de nou i torturada per la Gestapo, decideix que la seva neutralitat ja no té sentit i comença a treballar per la Resistència. Es troba amb Etienne Laurier que té com a objectiu trobar Heinrich en un amagatall secret de les SS aprofitant-se del seu parentiu.
Julio accepta la missió, es troba amb Heinrich, i durant la conversa l'aviació britànica bombardeja les instal·lacions alemanyes gràcies al cotxe de Julio (equipat amb localitzador), que els n'ha mostrat el camí.

## Repartiment
- Glenn Ford: Julio Desnoyers
- Ingrid Thulin: Marguerite Laurier
- Charles Boyer: el pare de Julio
- Paul Lukas: Karl von Hartrott
- Yvette Mimieux: Gigi
- Lee J. Cobb: Madariaga
- Karlheinz Böhm: Heinrich von Hartrott
- Nestor Paiva: Miguel

## Al voltant de la pel·lícula
La novel·la original, i la primera pel·lícula homònima que es va estrenar el 1921, es desenvolupen durant la Primera Guerra Mundial.
A la pel·lícula de Minnelli, remake del precedent, l'acció és transposada a la Segona Guerra Mundial.
Destacar l'efecte a quà sotmet les actualitats de l'època, tenyides en vermell i deformades, escenes emocionants en el París quotidià sota l'Ocupació i l'evolució del personatge principal, que, tot i no afectar-li, i protegit pel seu passaport argentí, acaba unint-se a la Resistència.
A la pel·lícula "Hi havia una vegada a Amèrica" de Sergio Leone, Joe Pesci (Mr. Frankie Minoldi a la pel·lícula) recomana la pel·lícula "Els quatre genets de l'Apocalipsi" al seu amic "Joe".
Remake del film que va protagonitzar Rodolfo Valentino el 1921 a les ordres de Rex Ingram. Aquí, Minelli va fer el que va poder, aportant la seva exquisida sensibilitat i elegant talent a un projecte equivocat de sortida (ell volia mantenir l'acció en la guerra del 1914, contra la imposició de la productora, que exigia que fos la Segona Guerra Mundial). Malgrat la pèrdua de sentit de molts dels elements de la història, la pel·lícula té prou virtuts com per ser valorada com un treball interessant.